# Magic (album de Jolin Tsai)
Pour les articles homonymes, voir Magic.
Albums de Jolin Tsai
Dance Collection
(2002) The Age of Innocence
(2003)
Albums par Jolin Tsai
Lucky Number
(2001) Castle
(2004)
Magic (chinois traditionnel : 看我72變) est la cinquième album studio de la chanteuse Jolin Tsai, sortie le 7 mars 2003 sous le label Sony Music.

## Liste des titres
| No  | Titre                                                      | Durée |
| --- | ---------------------------------------------------------- | ----- |
| 1.  | Shuo Ai Ni (說愛你, Say Love Me)                           | 3:48  |
| 2.  | Kan Wo 72 Bian (看我72變, Magic)                           | 3:47  |
| 3.  | Jia Mian De Gao Bai (假面的告白, Fake Confess)             | 4:12  |
| 4.  | Nu Lu Chuan (奴隸船, Slave Ship)                           | 4:58  |
| 5.  | Bu La Ge Guang Chang (布拉格廣場, Prague Square)           | 4:56  |
| 6.  | Zuo Yi Tian De Ni (做一天的你, Be You for a Day)           | 4:45  |
| 7.  | Prove It                                                   | 3:41  |
| 8.  | Bao Mi Hua De Wei Dao (爆米花的味道, Smell of the Popcorn) | 4:22  |
| 9.  | Ma Jia Shang De Shen Suo (馬甲上的繩索, Rope on Vest)      | 4:07  |
| 10. | Hao Dong Xi (好東西, Good Thing)                           | 3:17  |
| 11. | Qi Shi Jing Shen (騎士精神, The Spirit of Knight)          | 4:27  |